# Iver Holter
Iver Paul Frederik Holter (ur. 13 grudnia 1850 w Gausdal, zm. 27 stycznia 1941 w Oslo) – norweski kompozytor i dyrygent.

## Życiorys
Początkowo studiował nauki medyczne na uniwersytecie w Oslo, zdecydował się jednak poświęcić muzyce. Jego nauczycielem był Johan Svendsen. W latach 1876–1879 kształcił się w konserwatorium w Lipsku u Salomona Jadassohna, Ernsta Richtera i Carla Reineckego. W latach 1879–1881 przebywał w Berlinie. W 1882 roku objął, jako następca Edvarda Griega, prowadzenie orkiestry Harmonien. Od 1886 do 1911 roku dyrygował Musikforeningen w Oslo. Od 1887 roku nauczał także teorii w konserwatorium. Od 1890 do 1905 roku dyrygował Handvaerkersångforeningen. W 1907 roku założył Holters Korforening, który prowadził do 1921 roku. W latach 1900–1906 wydawał i redagował czasopismo „Nordiskmusik Revue”. W 1919 roku otrzymał stypendium artystyczne przyznawane przez rząd norweski.

## Twórczość
Skomponował m.in. Symfonię F-dur (1885), Koncert skrzypcowy (1922), Romance na skrzypce i orkiestrę (1895), 2 kwartety smyczkowe, a także kantaty na uroczystość 300-lecia Oslo (1924) i 900-lecia śmierci św. Olafa (1930). Jego twórczość kompozytorska reprezentuje akademicką wersję romantyzmu i ma znaczenie drugorzędne. Jako dyrygent propagował muzykę norweską i przyczynił się od podniesienia poziomu wykonawczego chórów.